# Onthophagus sericatus
Onthophagus sericatus là một loài bọ cánh cứng trong họ Bọ hung (Scarabaeidae).